# Zu Chongzhi
Zu Chongzhi (født 429 i Jiankang, død 500 el. 501) var en kinesisk matematiker og astronom.
Zu er blandt andet kendt for at være den første der beskrev brøken {\displaystyle {\frac {355}{113}}} som en rational approksimation til pi.